# 雷夫·卡彭
雷夫·詹姆斯·卡彭（Ralph James Capone，本名拉菲爾·詹姆斯·卡彭〔Raffaele James Capone〕，1894年1月12日—1974年11月22日）是一名意大利裔美國的芝加哥黑幫，以及艾爾·卡彭與法蘭克·卡彭的哥哥。雷夫·卡彭獲得綽號「瓶子」（Bottles），並不是因為參與卡彭的非法私酒帝國，而是從芝加哥經營合法的非酒精飲料和裝瓶業務而得來的。雷夫的弟弟艾爾被命名是「頭號公敵第一」時，他則被芝加哥犯罪委員會命名為「頭號公敵第三」而聞名。

## 早年
卡彭於1894年出生在意大利坎帕尼亞大區的一座小鎮安格里，靠近維蘇威火山，他是加布里埃萊·卡彭（Gabriele Capone）和特雷西·納萊奧拉（Teresa Raiola）的中間兒子。他有八個兄弟姐妹，分別是文森佐、法蘭克、艾爾、埃爾米娜（Ermina）、約翰（John）、馬修·卡彭（Matthew Capone）和馬法爾達·馬里托特（Mafalda Maritote）。1895年6月18日，他和他的大哥哥文森佐和母親特雷西乘坐一艘名為「Werra」的船，經埃利斯島抵達美國。他的父親在6個月前經由加拿大來到美國。他們定居在布魯克林，住在海軍造船廠附近。
1915年9月24日，21歲的他與17歲的Filomena（Florence）Muscato結婚。他們有一名兒子叫雷夫·加布里埃爾·卡彭（Ralph Gabriel Capone），於1917年出世。

## 芝加哥的生活
他的父親加布里埃萊在1920年11月去世後，雷夫被他的弟弟艾爾帶到芝加哥。他的妻子不想搬家，於是雷夫把兒子小雷夫帶到芝加哥，在那裡兒子被雷夫的母親當作她最小的孩子撫養。1921年，雷夫回到紐約，並且因遺棄罪而從Florence那裡拿到離婚判決書。
1923年，他與Velma Pheasant結婚，是他的第二段婚姻。他們沒有孩子，並於1938年3月離婚。
在禁酒令期間，卡彭被安排負責看管芝加哥犯罪集團的裝瓶廠。芝加哥犯罪集團在這段時期試圖壟斷非酒精飲料和軟性飲料（特別是薑汁汽水和蘇打水，常用於混合飲料中）。雷夫·卡彭為犯罪集團賺取了大量利潤，並在1933年世界博覽會上成為除可口可樂以外的軟性飲料銷售商的賣主。1930年4月，年長的卡彭被列入法蘭克·J·洛施的芝加哥犯罪委員會「頭號公敵」名單。他是頭號公敵第三，而他的弟弟艾爾是頭號公敵第一。

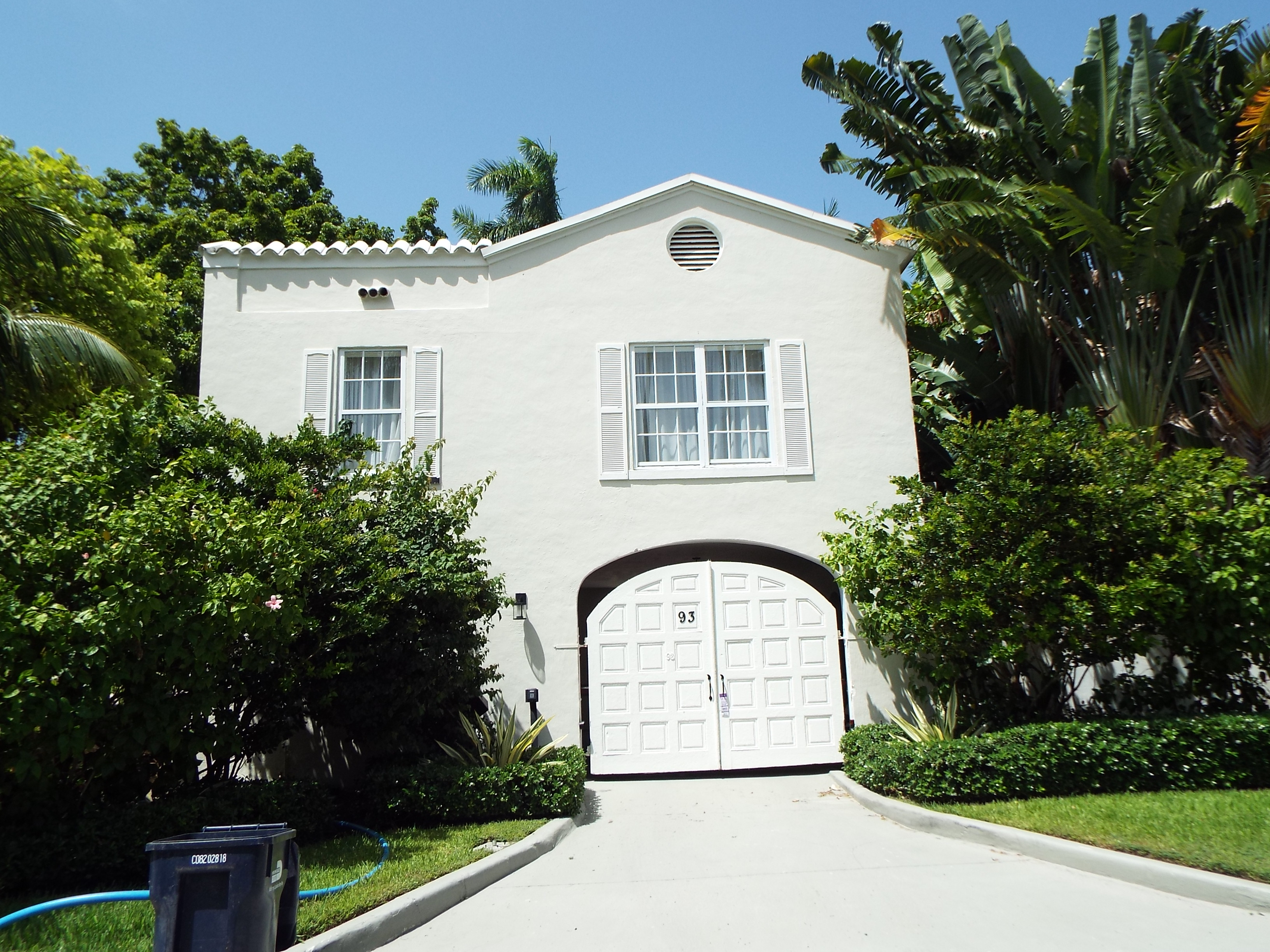
艾爾·卡彭的豪宅入口，雷夫·卡彭曾在這裡舉行過幾次高級別的犯罪集團會議。這座豪宅位於佛羅里達州的邁阿密，棕櫚大道93號。

1931年，艾爾·卡彭因逃稅被定罪，雷夫·卡彭便留在犯罪集團。他在他弟弟位於佛羅里達州棕櫚群島的住所裡舉辦過幾次高級別的犯罪集團會議。作為芝加哥棉花俱樂部（Cotton Club）的管理人，卡彭據說參與了集團的賭博和有傷風化的活動。1932年，他也因逃稅被定罪，被判處三年徒刑。
在許多方面，年長的卡彭是犯罪集團的掛名負責人。當局曾形容他是犯罪集團的「元老」。在1950年，合眾國際社將卡彭描述為「...以他自己的身份...全國犯罪集團的霸王之一，控制賭博、色情和其他的詐騙勾當」。實際上，雷夫在芝加哥犯罪集團和全國犯罪集團中只有相當小的權力。這一點最終在1950年他在美國參議院凱弗維爾委員會面前作證中得到了證實。
1930年代，卡彭在威斯康辛州的Mercer買了一棟房子，後來經營一間酒店/酒館。該酒店被命名為「雷克斯酒店」（The Rex Hotel），而酒館被命名為「比利酒吧」（Billy's Bar）。卡彭出獄後，他搬到威斯康辛州，一直住在那裡，直到他去世為止。

## 逝世
1974年11月22日，卡彭在威斯康辛州的Hurley因自然原因而去世。他在明尼蘇達州杜魯斯的Park Hill公墓被火化。他的骨灰於2008年6月由他的孫女Deirdre安葬在卡彭家族的墓地。他的遺孀是Madeline，他們曾在1951年結婚。

## 流行文化
- 1987年電影《The Verne Miller Story》中由艾德·奧羅斯（英语：Ed O'Ross）飾演雷夫·卡彭。
- 1990年電視電影《The Lost Capone》中由泰塔斯·威利弗飾演雷夫·卡彭。
- HBO電視劇《酒私風雲》中由多門尼克·隆巴多西飾演雷夫·卡彭。[1]
- 2020年電影中由艾爾·斯帕恩扎（英语：Al Sapienza）飾演雷夫·卡彭。

## 深入閱讀
- Capone, Deirdre Marie. Uncle Al Capone - The Untold Story from Inside His Family. Recap Publishing, 2010. ISBN 978-0-9828451-0-3
- Binder, John. The Chicago Outfit. Arcadia Publishing, 2003. ISBN 0-7385-2326-7
- Enright, Laura L. Chicago's Most Wanted: The Top Ten Book of Murderous Mobsters, Midway Monsters, and Windy City Oddities. Dulles, Virginia: Potomac Books Inc., 2005. ISBN 1-57488-785-8
- Iorizzo, Luciano J. Al Capone: a biography. Westport, Connecticut: Greenwood Press, 2005. ISBN 0-313-32317-8
- Johnson, Curt and R. Craig Sautter. The Wicked City: Chicago from Kenna to Capone. New York: Da Capo Press, 1994. ISBN 0-306-80821-8
- Kobler, John. Capone: The Life and Times of Al Capone. New York: Da Capo Press, 2003. ISBN 0-306-81285-1
- Pasley, Fred D. Al Capone: The Biography of a Self-Made Man. Garden City, New York: Garden City Publishing Co., 2004. ISBN 1-4179-0878-5
- Schoenberg, Robert J. Mr. Capone. New York: HarperCollins Publishers, 1992. ISBN 0-688-12838-6

## 外部連結
- Seize the Night: Ralph Capone
- The Brothers Capone by Allan May
- 在Find a Grave上的雷夫·卡彭